# 植村秀
植村秀（1928年6月19日—2007年12月29日）是一位日本代表性的彩妝大師，同名品牌「shu uemura」及「植村秀株式會社」的創辦人。他所改良的潔顏油是革命性的創新，有「潔顏油之父」的美譽。

## 生平
出身於顯赫的家庭，父親植村傳助 為紡織公司的經營者，母親諏訪廣子為江戶時代末期的信濃国高島藩藩主諏訪忠誠的千金，家境相當富裕。

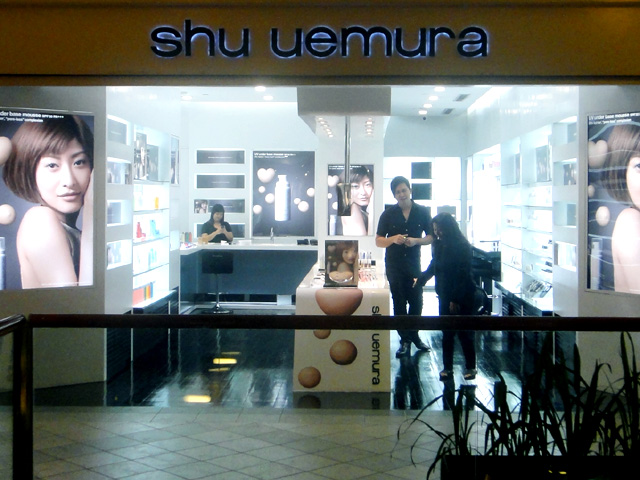
菲律宾马卡蒂的一家植村秀专营店

植村秀自成城學園高校畢業後不幸感染肺結核，花了5年的時間療養，同時也不得不開始思考轉換志向，改從事較不耗費體力的工作。自幼愛好繪畫與音樂的植村秀一度想投身歌唱，後來決定從事化粧美容，並進入美容專校學習。
1955年，植村秀在學期間，好萊塢電影《喬伊蝴蝶》（Joe Butterfly）到日本拍攝，植村秀曾在片場打工，擔任化粧師助手，生平第一次與好萊塢化粧工藝接觸的經驗令植村秀十分驚奇。
1962年，植村秀在好萊塢電影《我與藝妓》（My Geisha）的日本片場工作，女主角莎莉·麥克琳（Shirley MacLaine）的化粧師因病休假，植村秀臨時頂替為女主角化粧，結果植村秀出色的技術得到許多人的肯定，也因此獲得了前往好萊塢發展的機會。
1964年，植村秀回日本後，草創了日本第一家好萊塢式的化粧工作室。
1965年，植村秀於日本開設了一間充滿好萊塢風格的化妝學校。
1966年，植村秀將其在好萊塢見識到的潔顏油改良，發明了世界上第一款卸妝與清潔合一的潔顏油，取得非常不錯的成功。
1967年，植村秀成立「日本化粧公司」，資本額日幣2億5千萬元。
1968年，發表風尚妝容，由此獲稱“將化妝升華成爲藝術的第一人”。
1982年，改為「植村秀化粧品公司」
1983年，在東京的表參道開設以「shu uemura」為名號的美容精品1號店，正式開始他的品牌之路。其後被全球最大化妝品製造商的法國歐萊雅集團收購，至今全世界有17個國家都有銷售植村秀品牌的商品。
1986年，在巴黎開設美容專店，被評選爲“巴黎第六區最美麗的店”，並得到全巴黎的銅牌。
1987年，植村秀進軍台灣市場。
2004年，植村秀進軍中國市場。
2007年12月29日15時50分，植村秀因急性肺炎逝世，享壽79歲。不過由於正值日本新年假期，他的訃訊一直到2008年1月8日才為媒體所披露。

## 外部連結
- Shu Uemura在互联网电影资料库（IMDb）上的資料（英文）
- Uemura Art of Beauty (U.S. Site) （页面存档备份，存于）
- Uemura Art of Hair (U.S. Site) （页面存档备份，存于）
- 植村秀台灣官方網站 （页面存档备份，存于）
  - 植村秀的Facebook專頁
  - shu uemura taiwan的Instagram帳戶
  - YouTube上的Shu Uemura Taiwan 頻道
- 植村秀日本官方網站 （页面存档备份，存于）
  - シュウ ウエムラ的Facebook專頁
  - シュウ ウエムラ的X（前Twitter）
  - shu uemura的Instagram帳戶
  - YouTube上的shuuemuracosmetics 頻道
- 日本ロレアル （页面存档备份，存于）